# Ang Thong
Ang Thong (thai: อ่างทอง) er provinshovedstaden i Ang Thong i det centrale Thailand. Befolkningen blev anslået til i 2015 til at være på 13.277. Byen ligger ved den store flod Chao Phraya ca. 100 km nord for hovedstaden Bangkok.
Hovedproduktet i jordbrugen i Ang Thong er ris. Der produceres og sælges også kunsthåndværk, især små dukker og håndtrommer af forskellige størrelser. I byen ligger templet Wat Pa Mpok, med en 22 meter lang liggende Buddhastatue.
Under Ayutthaya-tiden var Ang Thongen en vigtig forpost og spillede en vigtig rolle ved kampene mod burmesiske invationsforsøg.